# Gurlitt (Familie)

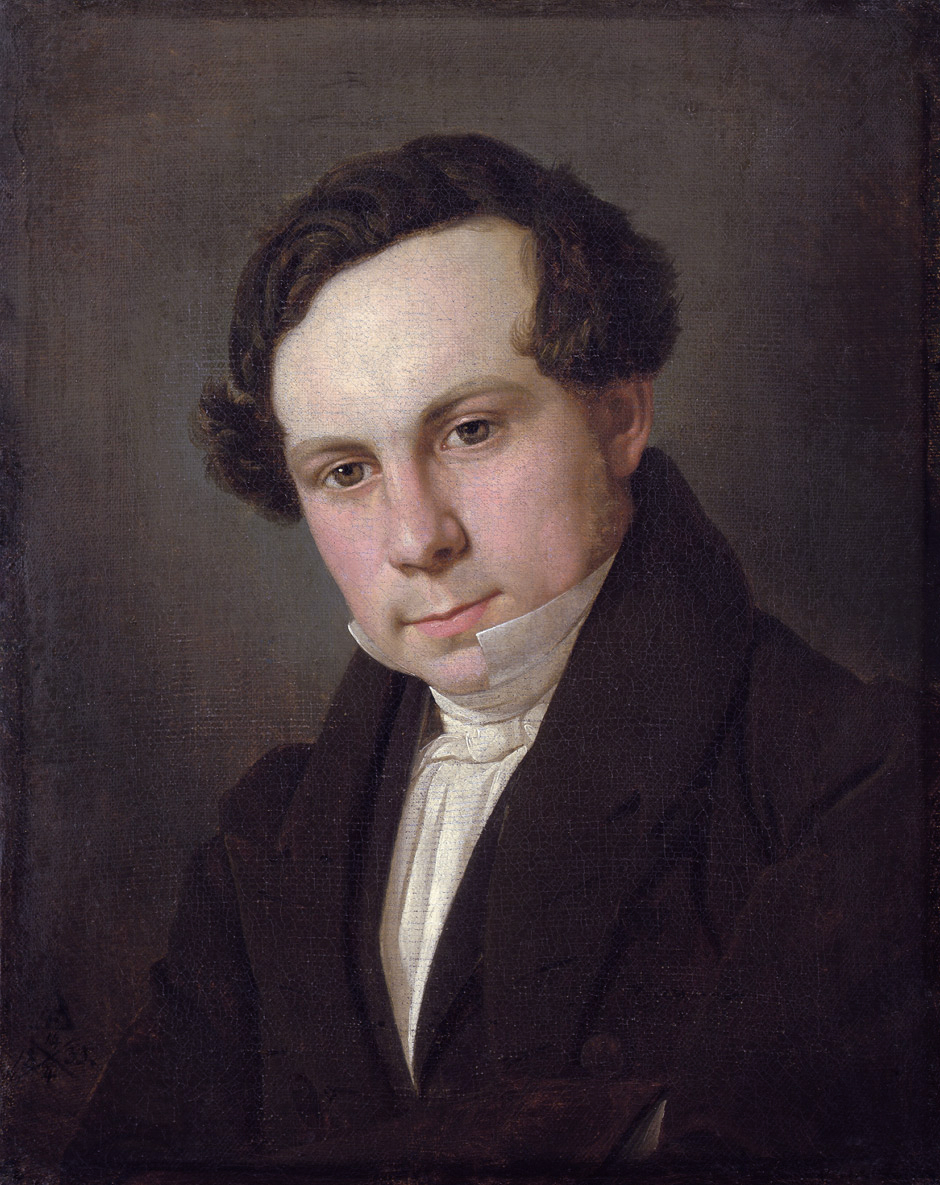
Louis Gurlitt, 1833

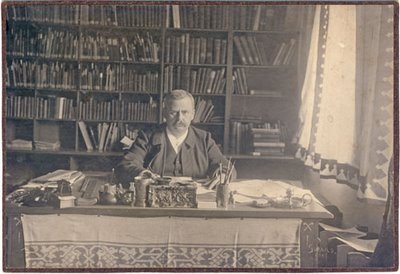
Der Kunsthistoriker Cornelius Gurlitt, 1905

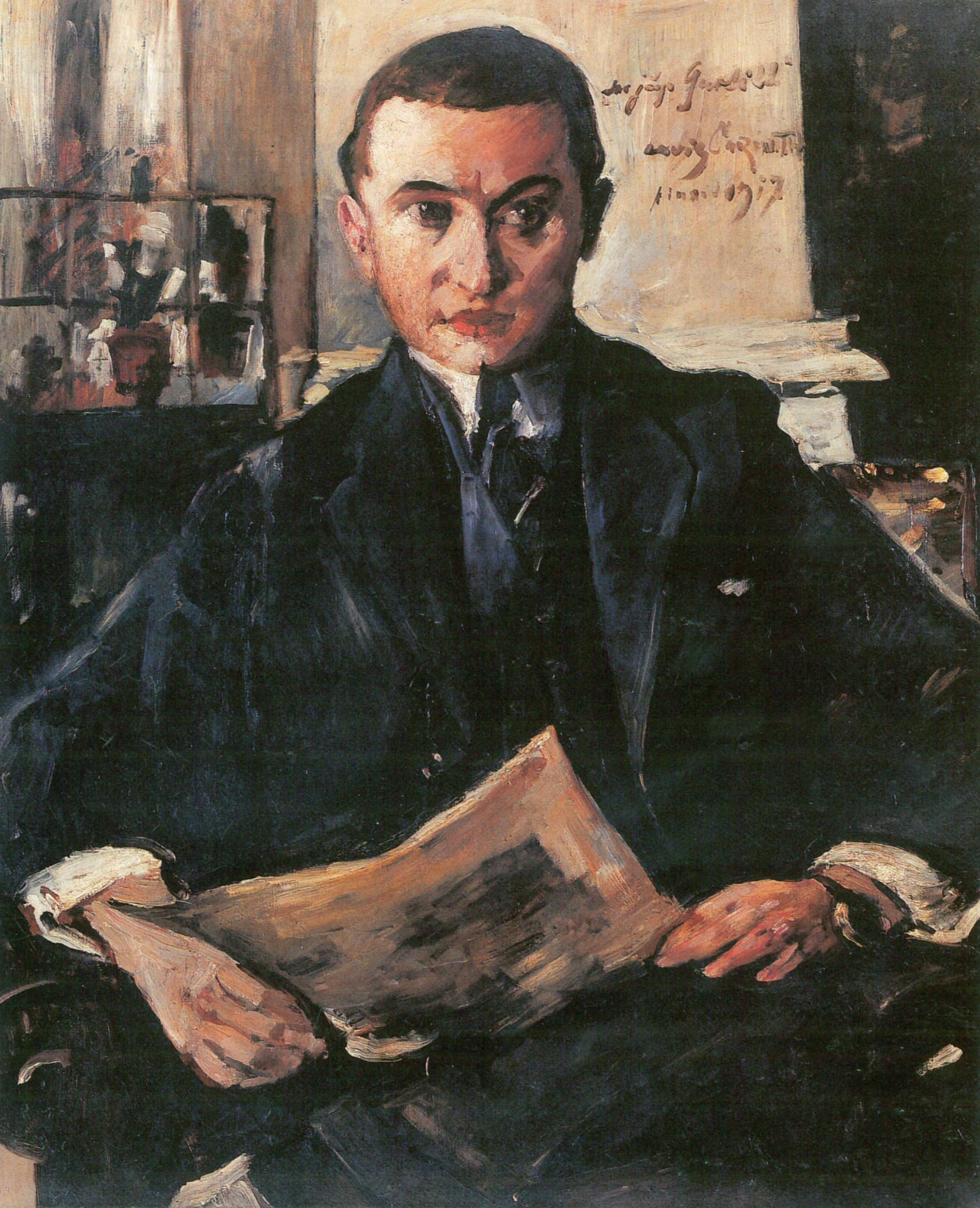
Lovis Corinth: Wolfgang Gurlitt, 1917

Gurlitt ist der Familienname einer deutschen Familie von namhaften Künstlern, Wissenschaftlern und Kunsthändlern:
1. Johann Gottfried Gurlitt (1754–1827) – deutscher Philologe und Pädagoge
2. Johann August Wilhelm Gurlitt (1774–1855) – Golddrahtziehermeister und Fabrikant. Sohn von Gottlieb Wilhelm Gurlitt und Katharina Ester Gurlitt (geb. Stumfeld). Ehefrau Helene (geb. Eberstein), sie hatten 16 Kinder.
  1. Emanuel Gurlitt (1826–1896) – deutscher Uhrmacher, Vorsitzender des Verbandes der Vorschuss- und Credit-Vereine Nordwest-Deutschlands, Bürgermeister in Husum, vaterländischer Dichter, eng befreundet mit Theodor Storm.
  2. Cornelius Gurlitt (1820–1901) – deutscher Komponist und Dirigent.
  3. Louis Gurlitt (1812–1897) – deutscher Landschaftsmaler, in erster Ehe (ab 1837) mit der Dänin Elise (geborene Saxild, † 1839) in zweiter Ehe (ab 1843) mit Julie (geborene Bürger, † 1844) aus Mannheim, in dritter Ehe (ab 1847) mit Elisabeth (geborene Lewald) verheiratet, eine Schwester der bedeutendsten Vormärz-Schriftstellerin Fanny Lewald.
    1. Wilhelm Gurlitt (1844–1905) – deutscher Professor für Klassische Archäologie in Graz, ab 1900 Leiter des Steiermärkischen Kunstvereins, heiratete Mary Labat.
    2. Cornelius Gurlitt (1850–1938) – deutscher Architekt und Kunsthistoriker, Begründer der Barockforschung in der deutschen Kunstgeschichte.
      1. Wilibald Gurlitt (1889–1963) – deutscher Musikwissenschaftler, Herausgeber des von ihm neu bearbeiteten Musiklexikons seines einstigen Lehrers Hugo Riemann.
      2. Cornelia Gurlitt (1890–1919) – deutsche expressionistische Malerin.
      3. Hildebrand Gurlitt (1895–1956) – deutscher Kunsthistoriker und Kunsthändler, einer der vier offiziellen „Verwerter“ in der NS-Zeit, die mit beschlagnahmten Kunstwerken handeln durften. Verheiratet mit der Tänzerin Helene Hanke (1895–1968).
        1. Cornelius Gurlitt (1932–2014) – deutscher Kunstsammler, 2013 im Mittelpunkt des Schwabinger Kunstfundes.
        2. Benita Gurlitt (1935–2012)[1] – Kunsthistorikerin.

    3. Friedrich „Fritz“ Gurlitt (1854–1893) – deutscher Kunsthändler und Berliner Galerist, heiratete Annarella Imhoff, eine Tochter des Bildhauers Heinrich Max Imhof. Eröffnete die erste Impressionistenausstellung Deutschlands.
      1. Wolfgang Gurlitt (1888–1965) – deutscher Kunstsammler und Galerist, wie sein Cousin Hildebrand lieferte er vermutlich auch Gemälde, die für das von Hitler geplante „Führermuseum“ in Linz verwendet werden sollten, später Gründungsdirektor der Neuen Galerie der Stadt Linz.
      2. Manfred Gurlitt (1890–1972) – deutscher Komponist, Dirigent und Musikpädagoge. Sohn von Annarella und Fritz – oder ihres zweiten Ehemannes Willi Waldecker.

    4. Ludwig Gurlitt (1855–1931) – deutscher Reformpädagoge (Promotor der Jugendbewegung Wandervogel), heiratete Helene Schrotzberg, eine Tochter des Malers Franz Schrotzberg.
3. Johann Friedrich Karl Gurlitt (1802–1864) – deutscher lutherischer Theologe
  1. Georg Friedrich Carl Gurlitt (1834–1894) – deutscher Architekt
    1. Friedrich Ludwig Carl Gurlitt (1865–1942) – deutscher Architekt und Maler